# Dar al-Kufr
Dar al-Kufr, prema islamskoj podjeli svijeta, naziv za zemlje u kojima je nekada vladao šerijat, i koji "tamo treba vratiti". Ostale zemlje su Dar al-Islam i Dar al-Harb. Prema islamističkim konceptima koje je protumačio jezikoslovac Kamel Abderrahmani, iznimno angažiran u raspravama vezanim uz suvremeni islam i Europu, islamizam postoji od prve noći kada je Poslanik preminuo. Tad su nastali koncepti kojih nema u Kuranu, prema kojima islam dijeli svijet, Dar al-Islam i Dar al-Harb.
Metode kojim se širi islam obuhvaćene riječju rat su džihad, oružana borba, osvajanje, invazija. Metoda širenja je i mirna, misionarska ali militatni islamizam tako ne poznaje. 
Od Dar al-Harba razlikuje se što je u tim državama nekad vladao šerijat, odnosno bila je muslimanska vlast. Oblik osvajanja je invazijom i propagandom. Vojna osvajanja uglavnom sprovode u krajevima muslimanskih država gdje još ima nemuslimanskih džepova ili prema susjednim slabim nemuslimanskim državama, gdje sprovode izravno osvajanje, ili pomažu manjinske pobunjeničke skupine da preuzmu vlast. Kod snažnijih nemuslimanskih država ne mogu sprovesti vojnu osvajačku taktiku iz prošlosti, jer je kod takvih rezultat neuspjeh i konsolidacija nemuslimanske vjere u takvim državama. Zato prilaze metodama poput invazije civila. Primjer su recentna masovna kreteanja iz muslimanskih zemalja, ali ne one gdje je stvarni uzrok rat ili nemiri poput arapskog proljeća i rušenja stabilnih muslimanskih režima poput Gaddafijeva, Mubarakova, ali i Saddama Huseina. Veliki val muslimanskih civila koji je nagrnuo u Europu tobože zbog ekonomskih razloga i ugroženosti ratom nisu ni izbjeglice ni migranti, nego ciljana invazija. Dolaze iz država ili krajeva u kojima nema rata ni gladi, izvrsno su organizirani i financirani. Dolaze kao tobože mirni, premda nasilni karakter ne uspijevaju sakriti. Taktika im je da dolaze neoružano i služe se pravilom pritajivanja u islamu zvane taqiyya. Također pomažu razne skupine za ljudska prava ili zaštitnike manjina da neprestano optužuju svoje države pred zapadnim i muslimanskim svijetom zbog postojećeg i nepostojećeg progona muslimana, te sve snage koje brane matičnu nemuslimansku vjeru, i koje brane čak i drsko širenje islama na njihovo područje. Zato se forsira eufemizme i političke korektnosti te se muslimanske invazije prikazuju kao valovi izbjeglica ili migranata, a stvaranje preduvjeta islamizacije kao stvaranje "građanske države" (građanizacija). Druga se metoda islamizacije sprovodi u Erdoganovoj Turskoj. Pojava objašnjava i muslimansku radikalizaciju u BiH te u muslimanskim dijelovima Srbije i Crne Gore (Sandžaka), Kosova pa i Makedonije. Proces na temelju koncepta Dar al-Kufr počeo je u Jugoslaviji sedamdesetih godina donošenjem panislamističkog protuzapadnog dokumenta Alije Izetbegovića Islamske deklaracije. Izetbegović je napisao "Prvi i najvažniji takav zaključak svakako je zaključak o nespojivosti islama i neislamskih sistema. Nema mira ni koegzistencije između islamske vjere i neislamskih društvenih i političkih institucija." U svezi s time je demontiranje djela oca moderne Turske Kemala Ataturka kao "izdajnika istinskog islama", jer se odrekao Kurana kao podloge političkog djelovanja i uveo zapadne vrijednosti. Islamistički koncept ne trpi Ataturkov pristup gdje je islam sveo samo na religiju. Neoosmanisti i islamisti kažu da islam nije religija, nego politički program i zagovaraju teokraciju. U BiH islam i islamisti zajedničkim snagama djeluju u kontekstu turske strategije neoosmanizma koja cilja vratiti utjecaj u zemlje bivšeg Otomanskog Carstva. Zbog toga su vlasti BiH kojima sve drže Bošnjaci postavljaju kampove s "izbjeglicama" i izbjeglicama uz granicu s Hrvatskom, u i uz hrvatska i srpska sela, a dopuštaju i ne sankcioniraju organiziranja vehabijskih kampova i vehabijskih sela gdje ne vrijede zakoni države BiH.